# أولريكه ساتلر
أولريكه ساتلر (بالإنجليزية: Ulrike M. Sattler)‏ هي أستاذة في علم الحاسوب في مجموعة إدارة المعلومات في كلية علوم الحاسوب جامعة مانشستر وهي تعمل مديرة الدراسات العليا.

## تعليمها
أكملت ساتلر شهادة الدكتوراه في عام 1998 تحت إشراف فرانز بادر في الجامعة التقنية الراينية الفستفالية RWTH. انتقلت إلى جامعة مانشستر كمحاضرة في عام 2002، ثم ارتقت إلى مرتبة أعلى في المحاضرات في عام 2003 وأصبحت استاذة في عام 2007.

## أبحاثها
ركزت أولريكه ساتلر في أبحاثها على المنطق لدعم تمثيل المعرفة بما في ذلك منطق الوصف والمنطق الديناميكي ومنطق الموجهات. كما أنها تحقق في مشاكل الاستنتاج، ونظرية التعقيد الحسابي وإجراءات اتخاذ القرار المرتبطة بتمثيل المعرفة. كان هذا البحث مهمًا في تطوير لغة علم الوجود على الإنترنت (OWL) واستخدامه في المعلوماتية الحيوية وعلم الأحياء الجزيئي.
تم تمويل أبحاث ساتلر جزئياً من قبل مجلس أبحاث العلوم والهندسة الفيزيائية.

## الخدمة الأكاديمية
حررت ساتلير في مجلة المنطق والحساب، في هيئة تحرير مجلة المنطق الآلي، وكانت رئيس مجلس الإدارة لمؤتمرات مختلفة بما في ذلك المؤتمر الدولي المشترك حول التفكير الآلي.

## الجوائز التي حصلت عليها
تم انتخاب ساتلير عضوا في أكاديميا يوروبا (MAE) في عام 2014. كما شاركت في الحصول على أفضل جائزة ورقية في مؤتمر الويب الدلالي الدولي في عام 2008.